# Knud Knudsen (lingüista)

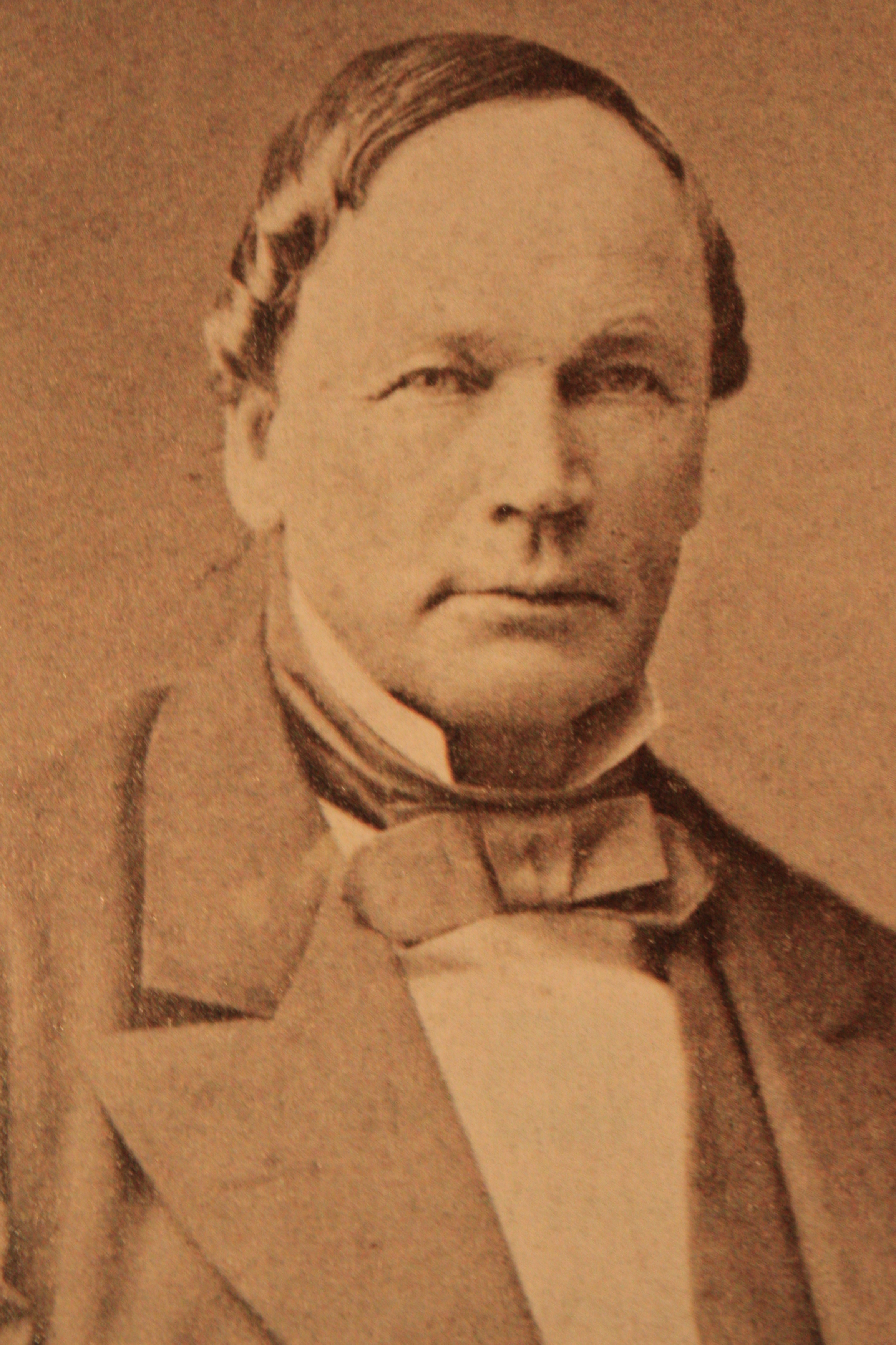
retrato

Knud Knudsen (Tvedestrand, 6 de enero de 1812 – 30 de marzo de 1895) fue un educador, escritor, lingüista y filólogo noruego, conocido como "El Padre del Bokmål". Es conocido por haber reunido desde el danés-noruego, una de las dos versiones escritas del idioma noruego, el bokmål.

## Biografía
Knud Knudsen nació en Tvedestrand en Agder, Noruega. Fue profesor auxiliar en Drammen hasta 1846, cuando fue nombrado director de la escuela de la catedral de Christiania, cargo que mantuvo hasta 1880.
Knudsen estuvo involucrado en el desarrollo del debate nacional, en relación con las formas de escritura en el idioma noruego, dividido en dos dialectos: el riksmål (posteriormente bokmål) y el landsmål. Como educador, se había percatado de que los estudiantes tenían dificultades para escribir en danés, cuándo hablaban en noruego. Tras ello, llegó a convencerse de que el lenguaje escrito debía cambiar para que coincidiera con el habla común. En este sentido, Knudsen llegó a ejercer su influencia entre sus contemporáneos, como el escritor Bjørnstjerne Bjørnson.
Knudsen fue una de las primeros en proponer la noruegaización (fornorskninglinjen), la reescritura de préstamos hacia una ortografía noruega (ej, convertir la palabra chófer a sjåfør). Su objetivo era presentar un dialecto más identitario en el lenguaje literario de Noruega, adaptando la ortografía y sintaxis al uso local, y sustituyendo siempre que fuera posible, palabras noruegas por derivados extranjeros. Quería cambios que pudieran realizarse en el menor tiempo posible y en consecuencia, propuso varias reformas trabajando dentro del idioma escrito danés. El abordaje más complementario del tema puede encontrarse en su obra, Unorsk og norsk, eller Fremmedords avlösning (1879-1881).

## Principales obras
- Haandbog i dansk-norsk sproglære (Manual de lingüística danesa-noruega) (1856)
- Er norsk det samme som dansk? (¿Es el noruego lo mismo que el danés?) (1862)
- Modersmaalet som skolefag (Lengua materna como asignatura escolar) (1864)
- Det norske maal-stræv (El noruego como objetivo) (1867)
- Nogle spraak- og skolespörgsmaal (Algunos problemas entre el idioma y la escuela) (1869)
- Den landsgyldige norske uttale (La pronunciación noruega válida a nivel nacional) (1876)
- Unorsk og norsk eller fremmede ords avlösning (Unorks y el reemplazo de palabras noruegas y extranjeras) (1879–1881)
- Af maalstriden 1881 (Discusiones desde 1881) (1881)
- Norsk blandkorn (3 volúmenes, 1882–1885)
- Latinskole uten latin (Escuela latina sin latín) (1884)
- Hvem skal vinne? (¿Quién va a ganar?) (1886)
- Tyskhet i norsk og dansk (Germanidad en noruego e inglés) (1888).
- Norsk maalvekst fra 1852 å regne (Objetivo de crecimiento en Noruega desde 1852 en adelante) (1894)

## Otras fuentes
- Vinje, Finn-Erik (1978) Et språk i utvikling: noen hovedlinjer i norsk språkhistorie fra reformasjonen til våre dager (Oslo: Aschehoug)
- Hyvik, Jens Johan (2009) Språk Og Nasjon 1739-1868. Norsk Målreising. Banda I  (Det Norske Samlaget)